# Metamysidopsis neritica
Metamysidopsis neritica is een aasgarnalensoort uit de familie van de Mysidae. De wetenschappelijke naam van de soort is voor het eerst geldig gepubliceerd in 1992 door Bond-Buckup & Tavares.